# أندريس رودريغيز دي فيليغاس
أندريس رودريغيز دي فيليغاس (بالإسبانية: Andrés Rodríguez de Villegas)‏ هو عسكري فنزويلي، ولد في 1580 في سان خوان في الولايات المتحدة، وتوفي في 1633 في سانت أوغسطين في الولايات المتحدة.